# Sander Westerveld
Sander Westerveld (Enschede, 23 d'octubre de 1974) és un futbolista neerlandès, ja retirat, que ocupava la posició de porter.

## Trajectòria
Comença la seua carrera professional el 1994 a les files del FC Twente, on roman dos anys abans de fitxar per un altre club de l'Eredivisie, el Vitesse Arnhem. Després de bones actuacions amb el Vitesse, a l'estiu del 1999 fitxa pel Liverpool FC, per substituir en David James. Per 4 milions de lliures, va ser el porter més car del futbol britànic en eixe moment.
Va reeixir en els seus primers anys als reds, sent decisiva la seua contribució per a la Copa de la Lliga 00/01. En la final d'eixa competició, va aturar un penalt a Andrew Johnson, del Birmingham City FC.
L'agost del 2001, després d'una errada en el partit contra el Bolton Wanderers FC perd la seua condició de titular, unit al fet que el Liverpool fitxara dos altres porters: el polonès Dudek i Chris Kirkland.
La temporada 01/02 la finalitza a la Reial Societat, club on recupera la titularitat, i on fou el segon porter estranger de la història del club, després de Mattias Asper. L'any següent els bascos foren subcampions de la Lliga de primera divisió. Romandria un tercer exercici a Sant Sebastià i la temporada 04/05 seria cedit al RCD Mallorca.
L'estiu del 2005 retorna a Anglaterra per militar al Portsmouth FC. Al febrer del 2006 seria cedit per uns mesos a l'Everton FC, l'altre gran conjunt de la ciutat de Liverpool. Al maig d'eixe any, de nou al Portsmouth, seria suplent de Harry Redknapp. La temporada 06/07 hi recala a la UD Almería, de la Segona Divisió espanyola, amb qui aconsegueix l'ascens a la màxima categoria, tot i que no continua al club. Entre setembre de 2007 i maig de 2008 milita a l'Sparta Rotterdam. Després d'uns mesos sense equip, s'incorpora a l'AC Monza Brianza 1912 italià de cara a la temporada 09/10.

## Selecció
Westerveld ha estat internacional amb la selecció neerlandesa en sis ocasions. Ha participat en les Eurocopes de 2000 i de 2004.

## Palmarès
- Copa de la Lliga 00/01
- FA Cup 00/01
- Copa de la UEFA 2001
- Charity Shield 01/02
- Supercopa Europea 2001